# Колбасна
Колбасна (Ковбасна) — село в Рыбницком районе непризнанной Приднестровской Молдавской Республики на берегу притока реки Рыбница. Административный центр Колбаснянского сельсовета, куда, кроме села Колбасна, входит село Сухая Рыбница и посёлок при ж/д станции Колбасна.

## Достопримечательности
- Крупнейший артиллерийский склад боеприпасов[5] (см. Арсенал).
- Гранитный монумент, посвящённый памяти расстрелянных в начале 1942 года евреев[6].
- Михайло-Архангельская церковь[уточнить][7].
- Братская могила погибших при освобождении села от фашистских захватчиков в Великой Отечественной войне[8].

## Арсенал
Военные склады в селе Колбасна были созданы в 1940-х годах. В советское время 1411-й АСБ (артиллерийский склад боеприпасов) был стратегическим арсеналом Одесского военного округа. Основную часть боеприпасов сюда завезли после вывода советских войск из бывшей ГДР, Чехословакии и других европейских стран.
По состоянию на 2000 год, объёмы вооружений и боеприпасов, принадлежащих России, составляли в Приднестровье около 42 000 тонн. С 2000 по 2004 годы отсюда было вывезено или уничтожено на месте около половины вооружений, военной техники и боеприпасов. По другим данным, вывезено или уничтожено всё вооружение и вся техника.
К 2016 году на складе, по различным оценкам, находилось 19 000, 21 500 или 22 000 тонн боеприпасов (снаряды, авиабомбы, мины, гранаты, патроны) объёмом в 2500 железнодорожных вагонов. Из них 57 % просрочены и не подлежат использованию и транспортировке. Возможная детонация боеприпасов может быть сравнима со взрывом ядерной бомбы мощностью 10 килотонн, которая была сброшена на Хиросиму в августе 1945 года.